# Offerfeest

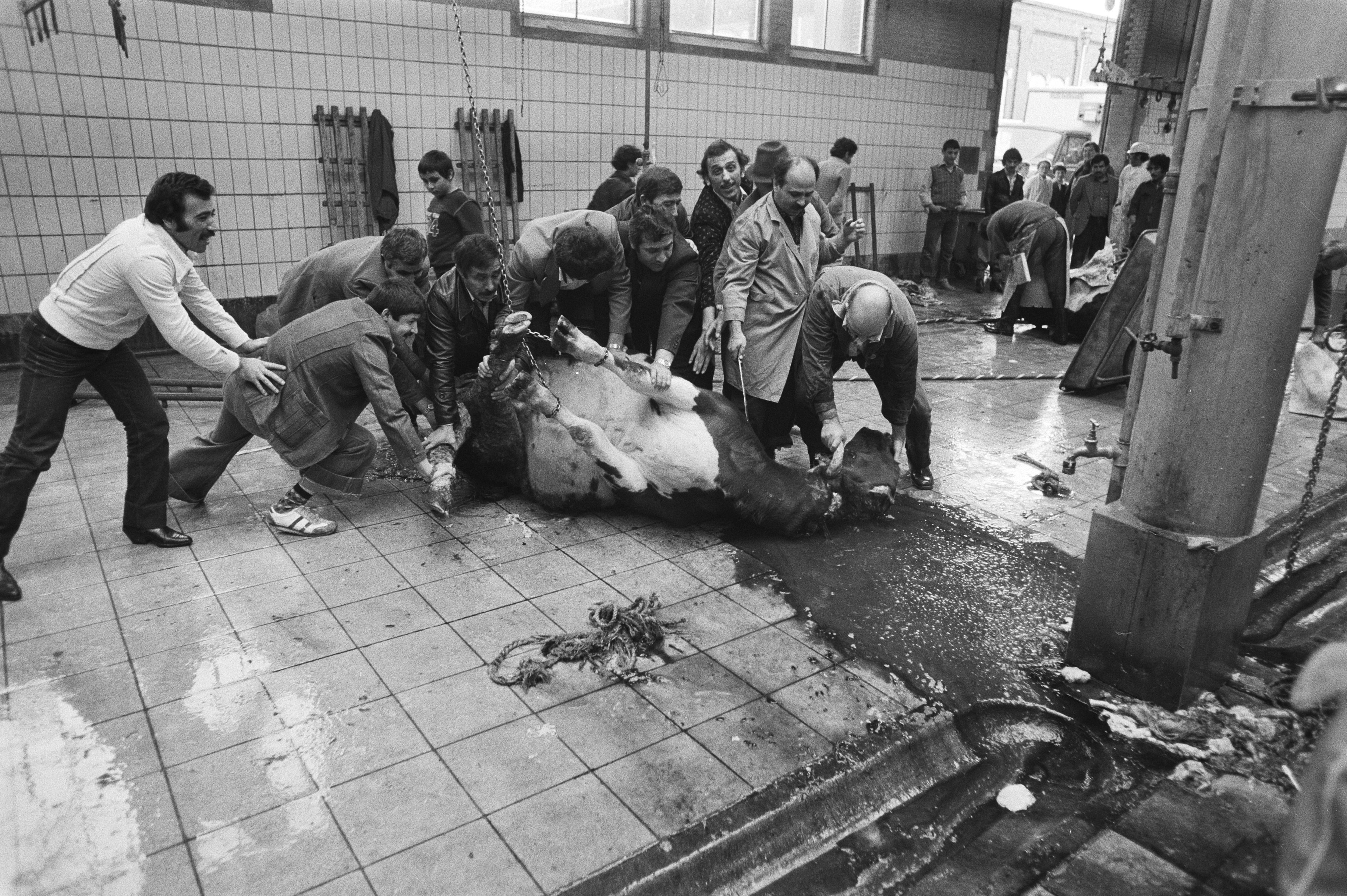
Het ritueel slachten van een stier bij het abattoir in Amsterdam voor de Eid, 19 oktober 1980

Het Offerfeest of het Grote Feest (Arabisch: عيد الأضحى, Id al-Adha) is het tweede eid-feest in de islam. Het wordt gevierd ter nagedachtenis aan de profeet Ibrahim (Abraham), die bereid was zijn zoon te offeren voor God. De Koran noemt echter geen naam van de zoon bij de beschrijving van dit verhaal in Soera De in de Rangen Behorenden. De meeste moslims nemen aan dat het zou gaan om zijn zoon Ismaïl, terwijl in de Bijbel Isaak genoemd wordt als de zoon die geofferd moest worden. Toen Ibrahim zijn zoon ter ere van God met een mes wilde doden, sneed het mes niet. Daarop klonk de stem van God en die stuurde vervolgens de engel Djibriel (Gabriël) naar profeet Ibrahim die zei dat een ram de plaats van de zoon mocht innemen.
Het Offerfeest is het grote feest terwijl het Suikerfeest (Eid-al-fitr of Eid al-Fitr) het kleine feest wordt genoemd.
Op deze dag worden door moslims dieren die volgens dhabiha geslacht zijn gegeten. Het vlees wordt door hen gegeten en verdeeld onder armen, buren en familieleden. Doorgaans slacht men in België of Nederland een schaap of lam, waardoor het feest de bijnaam het Schapenfeest kreeg. Om een overschot aan vlees te voorkomen kunnen meerdere mensen samen een dier slachten.
Voor sommige mensen is het gebruikelijk geworden om niet zelf een dier te (laten) slachten, maar om een geldsom over te maken naar een stichting die het vlees geeft aan mensen in arme landen die het echt nodig hebben. De geldsom die overgemaakt wordt, is gelijk aan de prijs van een offerdier in het betreffende land. 
Het feest valt op de 10e dag van de Hadj-maand (Dhoe al-Hidzjah), na voltooiing van de hadj. Dit is ongeveer 70 dagen na het einde van de ramadan. Het Eid al-Fitr duurt een dag, terwijl het Offerfeest oftewel Eid al-Adha vier dagen duurt. Op de eerste dag is er, net als met Eid al-Fitr, een extra gezamenlijk gebed, gevolgd door een khutbah van de imam van de moskee. Iedereen wordt verwacht zich netjes en zo mogelijk in nieuwe kleren te kleden. Het feest herinnert een moslim eraan dat hij/zij bereid dient te zijn om indien mogelijk alles op te offeren voor God, zoals Ibrahim zijn zoon wilde opofferen.

## Mina
Het centrum van de wereldwijde viering van het Offerfeest is de kleine stad Mina, dicht bij Mekka. Na zonsondergang op de negende dag verzamelen de pelgrims zich in Muzdalifah, waar zij slapen. De volgende ochtend worden 49 of 70 kleine kiezels opgeraapt en meegenomen en vervolgt men de voettocht naar Mina.
Hier staan de drie zuilen op de plaatsen waar de duivel (Iblis of Sjaitan) heeft geprobeerd Ibrahim tegen te houden toen hij, om te voldoen aan zijn belofte aan God, zijn zoon wilde gaan offeren. Deze zuilen worden tijdens de hadj door de pelgrims met de meegenomen steentjes bekogeld in een symbolische steniging. Het dorp huisvest in deze tijd ook een groot aantal slachters die de halal-slachting van grote aantallen offerdieren voor de pelgrims verzorgen. De groei van het aantal pelgrims heeft ertoe geleid dat er enorme hoeveelheden dieren geslacht worden, iets dat soms als verspilling wordt gezien. De hadj-autoriteiten zorgen er echter voor dat het vlees in ingevroren toestand bij behoeftigen over de hele wereld terechtkomt. De verdeling van vlees onder de armen wordt beschouwd als een religieus geïnspireerde vorm van liefdadigheid (´´qurban´´).

## Datum van het Offerfeest
Omdat de islamitische kalender een maankalender is en geen zonnekalender, verschuift hij elk jaar ongeveer tien dagen ten opzichte van de Gregoriaanse kalender. Zodoende valt ook het Offerfeest elk jaar ongeveer tien dagen vroeger (volgens de westerse kalender) dan in het jaar ervoor.
In 2022 duurt het feest van zaterdag 9 juli tot maandag 12 juli in de avond, in 2023 van woensdag 28 juni tot zaterdag 1 juli, in 2024 van zondag 16 juni tot dinsdag 18 juni, in 2025 van vrijdag 6 juni tot zondag 8 juni.